# Iwol-Plateau
Das Iwol-Plateau liegt im Südosten Senegals in der Region Kédougou. Es wird von der Ethnie der Bedik bewohnt. Wegen der kulturellen Einzigartigkeit dieser Ethnie wurde das gesamte Plateau als Teil des Bassari-Landes, Kulturlandschaften der Bassari, Fula und Bedik mit einem Kerngebiet von 181,47 km² seit 2012 in die Liste des UNESCO-Welterbes aufgenommen.
Es handelt sich um ein horstartig nach allen Seiten abfallendes Plateau mit einer annähernd rundlichen Form bei einem Durchmesser von etwa zehn Kilometer sowie einem sechs Kilometer langen Fortsatz nach Osten, der bis zum Hauptort der Landgemeinde Bandafassi reicht. Besonders markant ist der Steilabfall des Plateaus nach Süden, dem die Straße von Kédougou nach Salémata, die D509, folgt. Etwa 17 Kilometer weiter südlich steigt der Nordrand des Dindéfelo-Hochlands empor, das an der Grenze Senegals mit Guinea liegt und einen Nordpfeiler des regenreichen Fouta-Djallon-Berglands bildet.
Der Steilabfall im Süden und ein von dessen Mitte nach Norden abzweigender Bergrücken zählen mit bis zu 480 m Höhe zu den höchsten Erhebungen Senegals.
Da in offiziellen Kartenwerken das Plateau selbst nicht weiter benannt ist, lässt sich ein Name in erster Linie von dem der Gipfelhöhe nächstgelegenen Bergdorf ableiten, das Iwol heißt und 1000 Meter nördlich von dem an der D509 liegenden Dorf Ibel auf etwa 400 m Höhe zu finden ist. Von Norden her schneidet ein bewaldetes Kerbtal in den Westen des Plateaus ein und der weniger schroffe Mittelabschnitt des Tals bietet Siedlungsfläche für weitere, von der Außenwelt nur schwer zugängliche Dörfer.